# Borys Hrintchenko

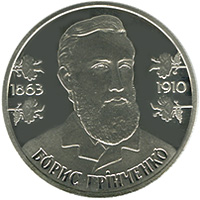
Pièce de monnaie ukrainienne à l'effigie de Borys Hrintchenko.

Borys Dmytrovytch Hrintchenko (en ukrainien : Борис Дмитрович Грінченко), né le 9 décembre 1863 à Vilkhovy Yar (gouvernement de Kharkov, Empire russe) et mort le 6 mai 1910 à Ospedaletti (Ligurie, Royaume d'Italie), est un écrivain, poète, enseignant, linguiste, traducteur, ethnographe, homme politique et activiste culturel ukrainien.
Il a compilé le premier dictionnaire en langue ukrainienne et a pris une part active au mouvement national ukrainien.

## Biographie
Borys Hrintchenko est né en 1863 dans le khoutor de Vilkhovy Yar (en ukrainien : Вільховий Яр), dans le gouvernement de Kharkov (aujourd'hui à Prelesne (uk) dans le raïon de Kharkiv), fils d'un grand propriétaire terrien. À partir de 1874, il fréquente l'école secondaire de Kharkiv. C'est à cette époque qu'il s'intéresse au populisme révolutionnaire, collectionnant les œuvres poétiques d'écrivains tels que Victor Hugo et Alexandre Pouchkine. 
Le 29 décembre 1879, Borys Hrintchenko est arrêté pour avoir « distribué et lu » les livres interdits de l'écrivain socialiste Sergueï Podolinsky. Il rentre chez lui après un an de détention, puis revient à Kharkiv, où il suit des cours particuliers afin de pouvoir étudier à l'université de Kharkiv. 
En 1881, il y réussit le concours d'entrée de professorat. Dès lors, il travaille comme professeur d'histoire, de langue et de culture locales. 
En 1883, il travailla comme enseignant dans le village d'Alexeyevka près de Zmiiv. Il y rencontre la jeune enseignante Maria Hladylina (en), qu'il épouse un an plus tard. 
En 1887, à l'initiative de la célèbre enseignante et écrivaine Khrystyna Alchevska, Borys Hrintchenko et sa femme furent employés comme enseignants dans une école du dimanche qu'elle avait fondée à Mykhaïlivka. Pendant qu'il est professeur, il publie plusieurs recueils de poésie et écrit des critiques journalistiques, ce qui conduit l'historien Mykhaïlo Drahomanov à des débats avec Borys Hrintchenko dans leur correspondance. Les deux hommes arrivent à la conclusion qu'ils sont d'accord dans leurs efforts pour amener la littérature ukrainienne au même niveau que celle du reste de l'Europe.
À partir de 1894, Borys Hrintchenko travaille comme membre du Zemstvo à Tchernihiv. Il écrit également un pamphlet pour la Fraternité Taras, une organisation clandestine illégale opposée à l'autocratie, dont il est un membre fondateur. 
En 1898, il publie un autre recueil de poésie. Puisqu'il représentait ouvertement les idées du romantisme national ukrainien, de l'éducation, de la justice sociale et de la démocratie dans ses œuvres, les autorités tsaristes le forcent à démissionner du Zemstvo. En raison de difficultés financières, les amis de Borys Hrintchenko l'aident à trouver un emploi au Musée d'histoire locale de Tchernihiv, qui abrite à l'époque l'une des plus grandes collections d'histoire, d'art et de littérature d'Ukraine. 
En 1900, avec l'aide de sa femme, il compile un grand Catalogue du musée des antiquités ukrainiennes. Il compile également une collection de folklore ukrainien écrite en ukrainien, qui est diffusée à plus de 200 000 exemplaires. Il fait l'éloge du travail de l'écrivaine ukrainienne Hanna Barvinok qu'il présente comme « le poète du destin des femmes ».
En 1902, il est invité à déménager à Kiev pour aider à créer un dictionnaire d'ukrainien. Le livre intitulé Kievskaya starina est publié en quatre volumes en 1907-1909 et contenait 68 000 mots de la langue ukrainienne. Le dictionnaire reçoit un prix de l'Académie des sciences de Russie. Il publie également une grammaire et des manuels scolaires, qu’il diffuse grâce à l’association culturelle Prosvita. 
Pendant son séjour à Kiev, Borys Hrintchenko continue à exercer son métier d’instituteur et crée un mouvement syndical, l’Union des instituteurs ukrainiens. Pour permettre à l’ensemble de la population d’avoir accès à la culture, il fonde l'association Prosvita (lit. « Lumières » dans le sens de siècle des Lumières), qui se consacre à la préservation et au développement de la culture et de l'éducation ukrainiennes parmi la population. 
En 1903, Borys Hrintchenko traduit en ukrainien la pièce Les affaires sont les affaires, une comédie en trois actes et en prose de l'écrivain français Octave Mirbeau. Il traduisit en ukrainien les auteurs européens tels que Alexandre Pouchkine, Apollon Maïkov, Heinrich Heine, Friedrich von Schiller, Johann Wolfgang von Goethe, Gerhart Hauptmann, Arthur Schnitzler, Daniel Defoë, Victor Hugo et Anatole France.
Il est également membre fondateur du Parti radical ukrainien fondé en 1904 et issu d'une cession du Parti démocratique ukrainien.
En septembre 1909, Borys Hrintchenko tombe malade de la tuberculose et se rend en Italie pour se faire soigner. Il meurt à Ospedaletti le 6 mai 1910 et est enterré trois jours plus tard au cimetière Baïkov. Ses funérailles déclenchent une manifestation de plusieurs milliers de personnes contre l'autocratie.

## Hommages
- L'Université Borys Hrintchenko de Kiev porte son nom.
- En 1988, un musée dédié à Borys Hrintchenko a été ouvert à Mykhaïlivka.
- Le 4 juillet 2012, la Verkhovna Rada déclare le 150e anniversaire de Borys Hrintchenko le 9 décembre 2013 une fête nationale.
- Le 22 octobre 2012, une réunion a lieu dans le bâtiment du ministère de l'Éducation de l'Ukraine, au cours de laquelle une commémoration du 150e anniversaire de Borys Hrintchenko est prévue, avec suggestion que des collèges, des bibliothèques et des rues portent son nom.
- La Banque nationale d'Ukraine émet deux nouvelles pièces de monnaie avec le portrait de Borys Hrintchenko le 22 novembre 2013 en commémoration de son 150e anniversaire.

## Reférences
1. ↑  Biographie de Borys Hrintchenko de l'université de Kiev
2. ↑  Biographie de Borys Hrintchenko
3. ↑  Site de littérature ukrainienne
4. ↑  Archives de l'université de Kiev sur Borys Hrintchenko
5. ↑  Association française Octave Mirbeau